# Paul Schreier

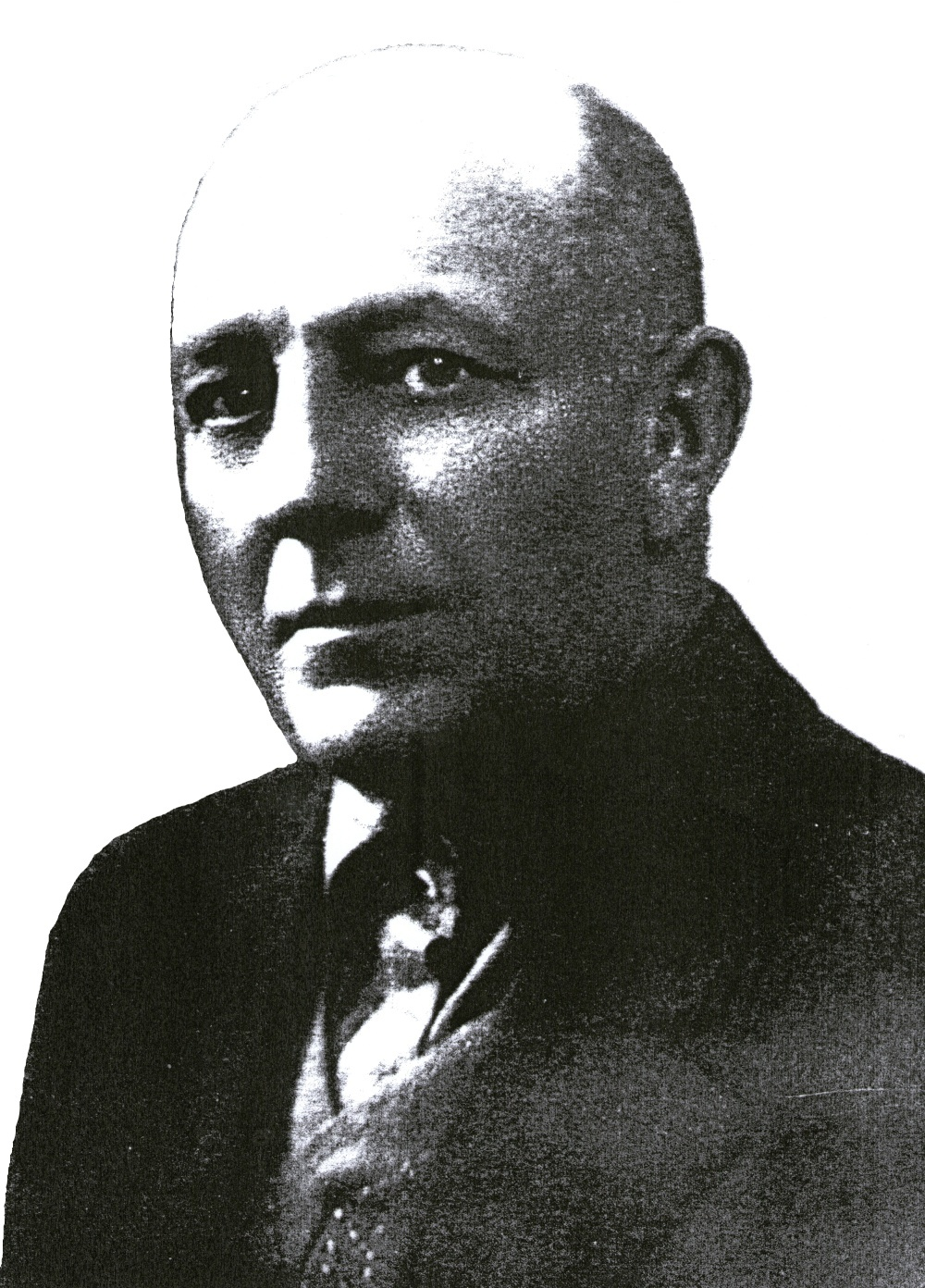
Paul Schreier, 1936 in Leningrad

Paul Schreier (* 13. Juli 1880 in Schönhorn, Gutsbezirk Stolpe im Landkreis Niederbarnim; † 8. Dezember 1937 bei Leningrad) war ein deutscher Kommunalpolitiker der KPD.

## Leben
Paul Friedrich Karl Schreier wurde im Juli 1880 im Forstarbeiterhaus Schönhorn in der Stolper Heide, einem der Familie von Veltheim gehörenden Waldstück zwischen Hennigsdorf und Schönfließ, als erstes Kind eines Forstarbeiters geboren. Er wurde am 15. August 1880 in der evangelisch-lutherischen Stolper Dorfkirche getauft, verlebte die ersten Lebensjahre in Schönhorn, dann in Tegel und Velten. Nachweisbar sind neun Geschwister, einige verstarben früh. Nach dem Besuch der Volksschule und Wanderjahren war Schreier Fabrikarbeiter in Hennigsdorf, später Schweißer.
Im Jahr 1902 war er Mitglied der SPD und dann Wahlkampfhelfer von Karl Liebknecht im Wahlkreis Potsdam-Spandau-Osthavelland. Ab dem Jahr 1905 lebte er in Hennigsdorf.
Er war zweimal verheiratet, in zweiter Ehe heiratete er im Jahr 1918 die jüngere Schwester der verstorbenen ersten Ehefrau, aus beiden Ehen entstammen sieben Kinder. Die Ehefrauen kamen aus Posen und waren katholisch.
Schreier war Soldat im Ersten Weltkrieg, 1918 Landwehrmann in einer Straßenbaukompanie. Ende 1918 war er Mitbegründer einer Spartakusgruppe und Anfang 1919 einer Ortsgruppe der KPD in Hennigsdorf, danach Mitglied der Gemeindevertretung und Leiter von KPD-Ortsgruppe und -Fraktion.
Im Jahr 1920 gehörte Schreier zu einer Arbeiterwehr, die sich am 22. März 1920 ein heftiges Feuergefecht mit Baltikumern lieferte, die nach dem gescheiterten Kapp-Putsch aus Berlin bzw. Döberitz nach Hennigsdorf marschierten. Bei dem Gefecht wurde Artillerie eingesetzt, mindestens 17 Menschen starben, darunter Unbeteiligte.
Etwa ab Mitte der zwanziger Jahre war Schreier für die KPD in Berlin-Brandenburg tätig, bis September 1933 wohnte er in Berlin. Nach der nationalsozialistischen Machtergreifung floh er Mitte 1933 über Prag in die Sowjetunion, lebte zuerst in Moskau und dann in Leningrad. Am 30. Juli 1937 wurde er im Zuge der „Deutschen Operation“ des NKWD verhaftet, kam vor eine Dwoika, wurde am 2. Dezember 1937 zum Tode verurteilt und am 8. Dezember 1937 erschossen. Er wurde auf dem Lewaschowo-Gedenkfriedhof in Leningrad bestattet.
Im Jahr 1958 wurde Schreier vom Kreisgericht Oranienburg für tot erklärt. Zwar recherchierte die Familie noch vor dem Jahr 1989 über seine Todesumstände, die Fakten wurden aber erst nach dem Ende der DDR öffentlich. Ein sowjetisches Gericht rehabilitierte ihn im Jahr 1989.

## Würdigungen
In Hennigsdorf wurden im Jahr 1968 eine Straße, ein Platz und eine (Anfang der 1990er Jahre abgerissene) Schule nach ihm benannt. In Marl trägt ebenfalls eine Straße seinen Namen.